# أوغوستا نيلسن
أوغوستا نيلسن (بالدنماركية: Augusta Nielsen) هي راقصة باليه دنماركية، ولدت في 20 فبراير 1822 في كوبنهاغن في الدنمارك، وتوفي بنفس المكان في 29 مارس 1902.